# Jeorjos Mawromichalis
Jeorjos Mawromichalis (gr. Γεώργιος Μαυρομιχάλης; ur. ok. 1800 w Mani, zm. w październiku 1831 w Nauplion) – grecki powstaniec i polityk.
Był synem wsławionego w walkach powstańczych Petrosa Mawromichalisa i jednym z zabójców pierwszego gubernatora niepodległej Grecji, Joanisa Kapodistriasa.